# Južne i Sjeverne dinastije
| Južne i Sjeverne dinastije 南北朝                                                    | Južne i Sjeverne dinastije 南北朝                        | Južne i Sjeverne dinastije 南北朝         | Južne i Sjeverne dinastije 南北朝 |
| Južne dinastije                                                                      | Južne dinastije                                          | Južne dinastije                           | Južne dinastije                   |
| Država                                                                               | Prijestolnica                                            | Broj vladara -Car osnivač -Posljednji car | Godina osnutka Godina okončanja   |
| ------------------------------------------------------------------------------------ | -------------------------------------------------------- | ----------------------------------------- | --------------------------------- |
| Liu Song                                                                             | Jiankang                                                 | 8 Liu Yu Liu Zhun                         | 420. 479.                         |
| Južni Qi                                                                             | Jiankang                                                 | 7 Xiao Daocheng Xiao Baorong              | 479. 502.                         |
| Liang                                                                                | 1.Jiankang 2.Jiangling                                   | 5 Xiao Yan Xiao Fangzhi                   | 502. 557.                         |
| Chen                                                                                 | Jiankang                                                 | 5 Chen Baxian Chen Shubao                 | 557. 589.                         |
| Sjeverne dinastije                                                                   |                                                          |                                           |                                   |
| Država                                                                               | Prijestolnica                                            | Broj vladara -Car osnivač -Posljednji car | Godina osnutka Godina okončanja   |
| Sjeverni Wei                                                                         | 1. Shengle, kod modernog Hohhota 2. Pingcheng 3. Luoyang | 17 Tuoba Gui Yuan Xiu                     | 386. 534.                         |
| Istočni Wei                                                                          | Ye                                                       | 1 Yuan Shanjian                           | 534. 550.                         |
| Zapadni Wei                                                                          | Chang'an                                                 | 3 Yuan Baoju Yuan Kuo                     | 535. 557.                         |
| Sjeverni Qi                                                                          | Ye                                                       | 6 Gao Yang Gao Heng                       | 550. 577.                         |
| Sjeverni Zhou                                                                        | Chang'an                                                 | 5 Yuwen Jue Yuwen Yan                     | 557. 581.                         |
| Teritorij na početku: plavo predstavlja Sjeverni Wei, žuto predstavlja Liu Song      |                                                          |                                           |                                   |
| Teritorij na početku: ■ plavo predstavlja Sjeverni Wei, ■ žuto predstavlja Liu Song. |                                                          |                                           |                                   |

Južne i Sjeverne dinastije (kineski: 南北朝, pinyin: Nánběicháo) je razdoblje kineske povijesti koje je trajalo od 420. do 589. god., tijekom kojega je Kina bila podijeljena na južni dio, kojim su vladale Južne dinastije i sjeverni dio, kojim su vladale Sjeverne dinastije. Do podjele je došlo stoljeće prije, odnosno početkom 4. stoljeća kada su sjevernu Kinu zauzeli Wu Hu narodi, i protjerali vlast tadašnje dinastije Jin na jug. 
Dinastiju Jin je 420. godine svrgnula dinastija Liu Song, prva od Južnih dinastija, što se tradicionalno smatra početkom ovog razdoblja. Na sjeveru je pak dinastija Sjeverni Wei, prva od Sjevernih dinastija, 439. godine ujedinila preostala područja. Iako su se između te dvije države povremeno vodili sukobi oko teritorija i iako su one same bile pogođene dinastijskim sukobima i građanskim ratovima, razdoblje Južnih i Sjevernih dinastija se smatra relativno mirnijim u odnosu na prethodno razdoblje Šesnaest kraljevstava. To je omogućilo da se preko sjeverne Kine naglo proširi budizam, koji je postao državna religija; na sjeveru Kine je također došlo i do sinizacije nekineskog stanovništva, uključujući mnoge vladarske kuće. Na jugu je, pak, došlo do razvoja znanosti. 
Razdoblje je završilo kada su snage dinastije Sui, čiji je vladar car Wen 577. god. svrgnuo Sjeverni Zhou, posljednju od Sjevernih dinastija, godine 589. svrgnuo i dinastiju Chen, posljednju od Južnih dinastija i tako ponovno ujedinio Kinu.

## Vanjske poveznice
- Dynasties of the North and South (engl.)
- Period of the Northern and Southern Dynasties (engl.)
- Early Imperial China:  A Working Collection of Resources   Arhivirana inačica izvorne stranice od 25. lipnja 2010. (Wayback Machine) (engl.)
- History of China:  A good catalogue of info   Arhivirana inačica izvorne stranice od 22. travnja 2017. (Wayback Machine) (engl.)

| prethodnik Dinastija Jin | Dinastije u kineskoj povijesti 420. – 589. | nasljednik Dinastija Sui |